# Anastácio II de Jerusalém
Anastácio II de Jerusalém foi o patriarca de Jerusalém até 706 d.C. Não se sabe exatamente quando seu patriarcado se iniciou pois a cidade de Jerusalém caiu nas mãos dos muçulmanos no período e também por que a igreja estava sofrendo com as consequências da controvérsia monotelita.

## Vida e obras
Os registros do patriarcado de Jerusalém após Sofrônio são escassos e mostram interferências dos conquistadores muçulmanos. Após a morte de Sofrônio, em 638 d.C., o bispo Estevão de Dora se tornou o responsável pelo rebanho da cidade, apoiado por João de Filadélfia (atual Amã, na Jordânia). Durante este mesmo período, os muçulmanos tentaram entronar o bispo monotelita Sérgio de Jafa como patriarca, mas foram impedidos pelo clero ortodoxo, inclusive Estevão.
Para reforçar a posição dos ortodoxos, Estevão viajou até Roma para se encontrar com o papa Martinho I. O papa, por recomendação de Estevão, apontou então João de Filadélfia como "vigário patriarcal" para a igreja de Jerusalém. Ele também enviou cartas que anunciaram a sua decisão pedindo que João fosse reconhecido. A partir daí, não mais registros sobre o patriarcado até 705 d.C. Durante o período, sabe-se apenas que Anastácio assinou as decisões, provavelmente como patriarca, do Concílio Quinissexto (692), realizado em Constantinopla, durante o qual se decidiu que o patriarcado de Jerusalém passaria a ocupar a quinta posição na escala de importância entre os patriarcados (veja Pentarquia).

## Ligações Externas
- «A História da Igreja de Jerusalém» (em inglês). More Who is Who. Consultado em 26 de maio de 2012
- Este artigo incorpora texto da Orthodox Wiki (em inglês)  (artigo "Anastasius II of Jerusalem").